# Frankfurt (Schiff, 1848)
Die Frankfurt (ex Cazique, später Holland) war ein hölzerner Raddampfer im Stil einer Korvette der Flotte des Deutschen Bundes.

## Technische Daten
Auftraggeber an die Bauwerft William Patterson in Bristol/England war die Reichsflotte. Der Stapellauf erfolgte unter dem Tarnnamen Cazique im Laufe des Jahres 1848. Ein genaues Datum ist nicht bekannt.
Das 448 t verdrängende Schiff war über Alles 51,02 m lang. Über die Radkästen maß das Schiff 14,4 m in der Breite, der Rumpf war bis zu 8,16 m breit. Der maximale Tiefgang belief sich auf 2,74 m.  Angetrieben wurde die Frankfurt von zwei liegenden, oszillierenden Einzylinder-Dampfmaschinen mit rund 700 PSi. Diese wirkten auf zwei seitliche Schaufelräder mit zwölf Schaufeln und einem Durchmesser von 5,49 m. Für die Dampfversorgung verfügte das Schiff über zwei Kofferkessel, die rund 1 atü Dampfdruck erzeugten. Dampfmaschinen und Kessel waren in einem gemeinsamen, 12,81 m langen Maschinenraum untergebracht. Die Frankfurt erreichte eine Höchstgeschwindigkeit von rund 8 kn. Der mitgeführte Brennstoffvorrat von 130 t Kohle ermöglichte dem Schiff bei dieser Geschwindigkeit eine Dampfstrecke von 1.600 sm. Zusätzlich verfügte der Raddampfer über eine Schonerbriggtakelage. Als Bewaffnung befanden sich zwei 68-Pfünder-Bombenkanonen an Bord. Die Besatzung war 100 Mann stark und bestand aus vier Offizieren sowie 96 Unteroffizieren und Mannschaften.

## Verwendung
Nach ihrer Fertigstellung in Bristol wurde die Cazique nach Geestemünde, heute Teil von Bremerhaven, überführt. Im dortigen Arsenal der Seezeugmeisterei wurden die Geschütze eingebaut und das Schiff als Frankfurt in Dienst gestellt.
Die Frankfurt wurde am 12. Dezember 1852 in Brake (Unterweser) von dem oldenburgischen Staatsrat Laurenz Hannibal Fischer zusammen mit anderen Einheiten der Reichsflotte versteigert und von der General Steam Navigation Company, Ltd., in London, erworben. Im März 1853 wurde die nun in Holland umbenannte Frankfurt in London registriert und in der europäischen Frachtschifffahrt eingesetzt. Am 1. Februar 1860 kollidierte die Holland auf der Themse bei Deptford mit dem Dampfer Gertrude aus Leith und sank, wurde aber wieder gehoben und instand gesetzt. Im Frühjahr 1876 wurde die Holland aufgelegt und 1878 an die Firma Messr. Castle Sons zum Abwracken verkauft.